# Alfabeto pallava
La escritura pallava o Pallava Grantha es un alfabeto bráhmico (índico)  del sur de la India atestiguado desde el siglo IV d. C. que toma el nombre de la dinastía Pallava.
En India, la escritura Pallava evolucionó para convertirse en el alfabeto grantha. El alfabeto pallava se extendió al sudeste asiático y evolucionó en formas de escrituras locales con multitud de alfabetos locales como  el balinés, javanés, kawi, baybayin, mon, birmano, jemer, lanna, tailandés, lao, y el nuevo alfabeto Tai Lue.
En 2018 se envió una propuesta para codificar el alfabeto en Unicode.

## Historia
Durante el gobierno de los Pallavas, la escritura acompañaba a sacerdotes, monjes, eruditos y comerciantes en sus misiones por el al sudeste asiático. Los pallavas desarrollaron el alfabeto Pallava basándose en el Tamil-Brahmi. Las principales características de esta escritura novedosa son glifos de consonantes más completos y estéticamente similares. Podemos ver rasgos similares a los del alfabeto pallava en los sistemas de escritura de Chalukya, Kadamba y Vengi en tiempos de Ikshvakus. El diseño de la escritura brahmi era ligeramente diferente de la de las escrituras cholas, pandyas y cheras. El alfabeto pallava es el primer desarrollo significativo del brahmi en la India, al combinar trazos redondeados y rectangulares y agregar efectos tipográficos, adecuados para inscripciones cívicas y religiosas.
La escritura llamada Kadamba-Pallava acabó ecolucionando a las primeras formas del alfabeto telugu-canarés. Sus glifos se vuelven más redondeados e incorporan bucles debido a la escritura sobre hojas y papel.

## Características
Los glifos que se muestran aquí se basan en ejemplos del siglo VII d. C. Las pronunciaciones etiquetadas con un asterisco (*) tienen un valor sonoro incierto, ya que tienen son infrecuentes en el sudeste asiático.

### Consonantes
Como en otros alfasilabarios índicos, cada consonante tiene una /a/ inherente, que sonará si no se adjunta ningún signo vocálico. Si dos consonantes se suceden sin vocal intermedia, la segunda consonante se convierte en un subíndice y se coloca por debajo de la primera.
| ka | kha  | ga | gha  | nga |
|    |      |    |      |     |
| ca | cha  | ja | jha* | nya |
|    |      |    |      |     |
| ṭa | ṭha* | ḍa | ḍha* | ṇa  |
|    |      |    |      |     |
| ta | tha  | da | dha  | na  |
|    |      |    |      |     |
| pa | pha  | ba | bha  | ma  |
|    |      |    |      |     |
| ya | ra   | la | va   |     |
|    |      |    |      |     |
| śa | ṣa   | sa | ha   |     |
|    |      |    |      |     |

### Vocales independientes
| a | ā | i | ī | u | e | o | ai* | au* |
|   |   |   |   |   |   |   |     |     |

## Ejemplos

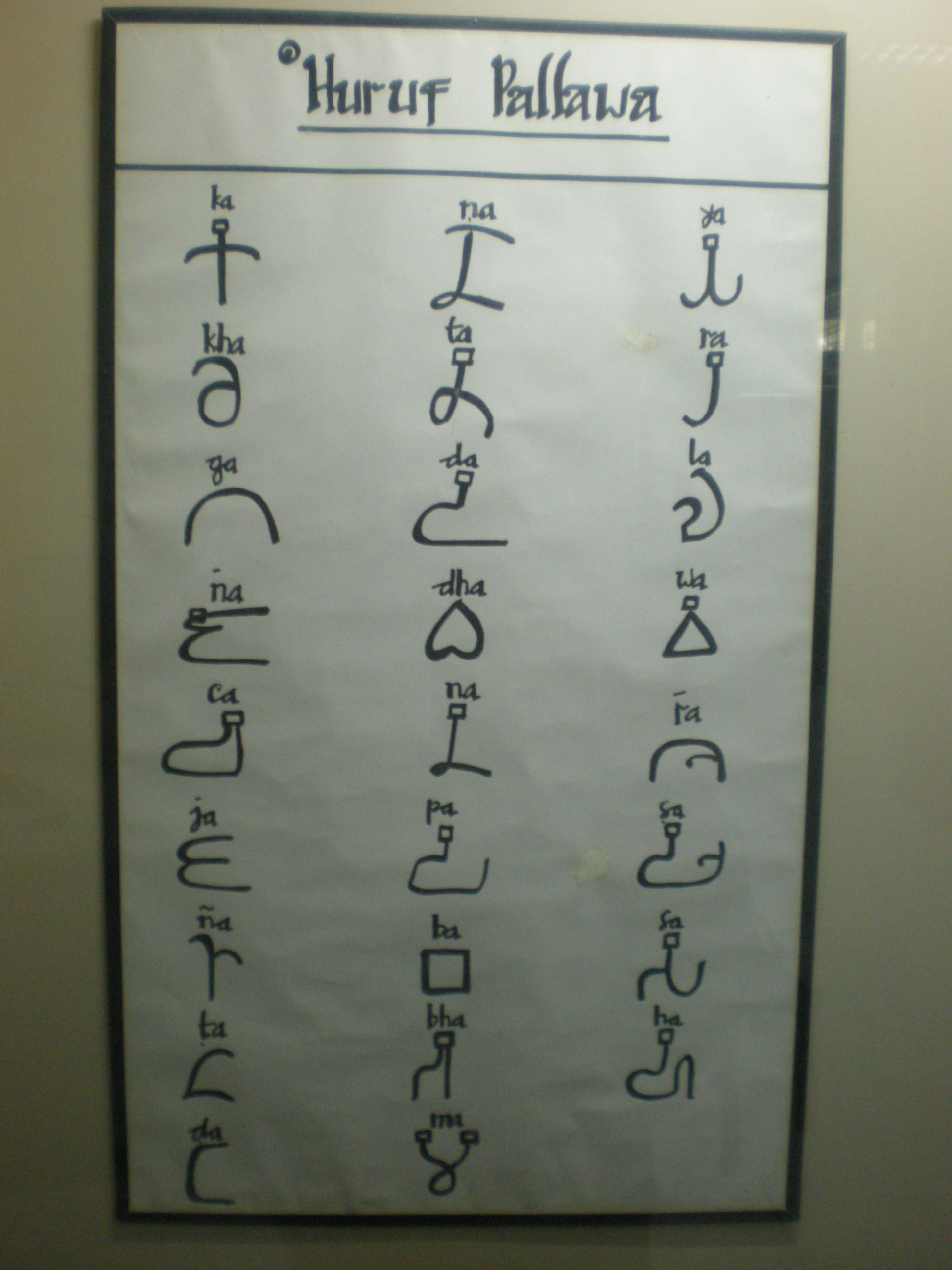
Otro cuadro que muestra las consonantes
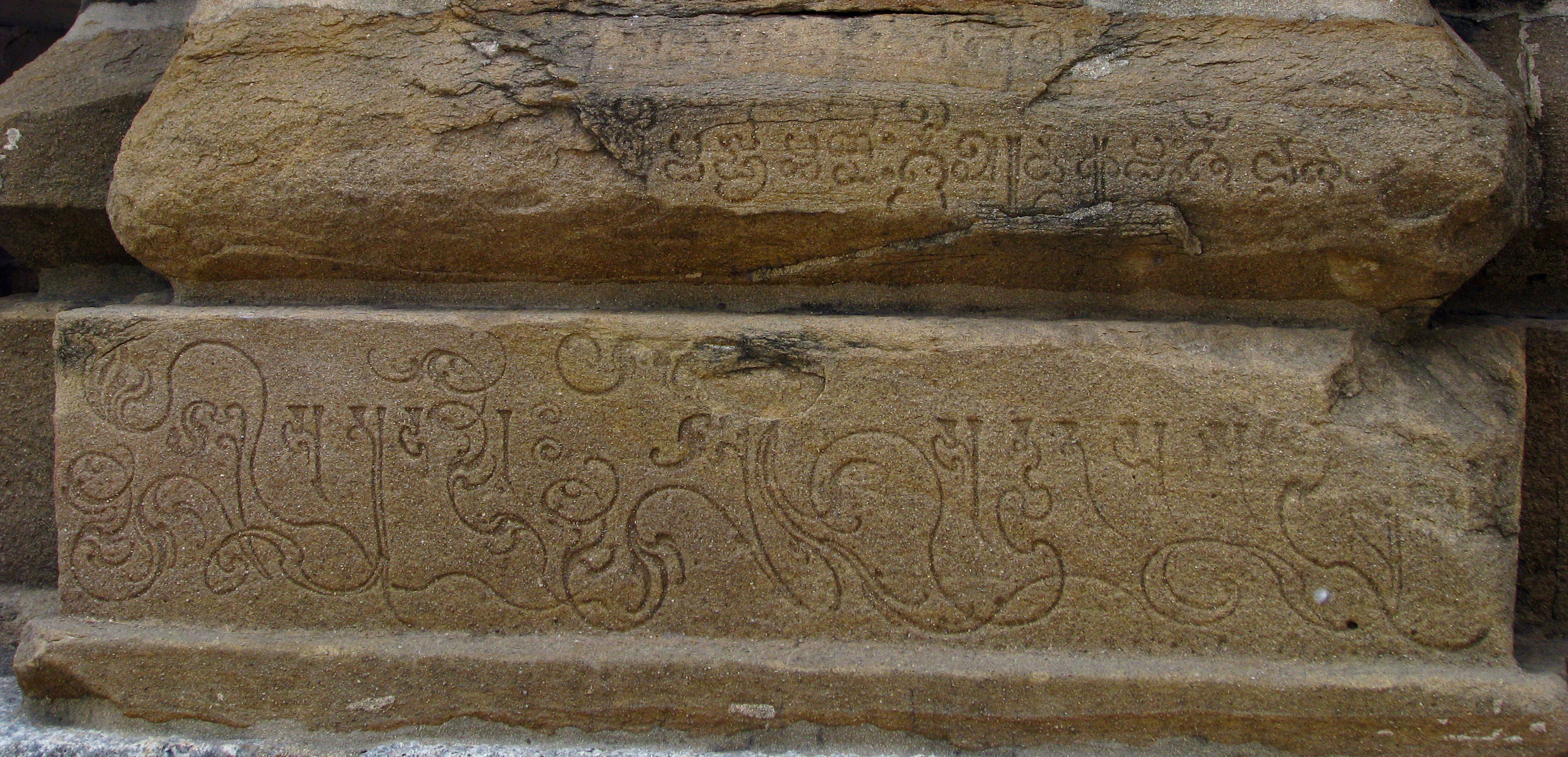
Inscripción en el Templo Kailasanathar, Kanchipuram, siglo VIII
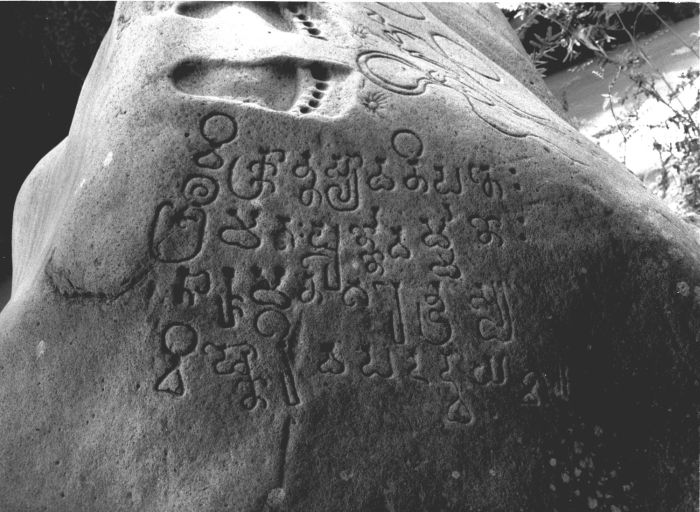
La Inscripción Ciaruteun en piedra, siglo V
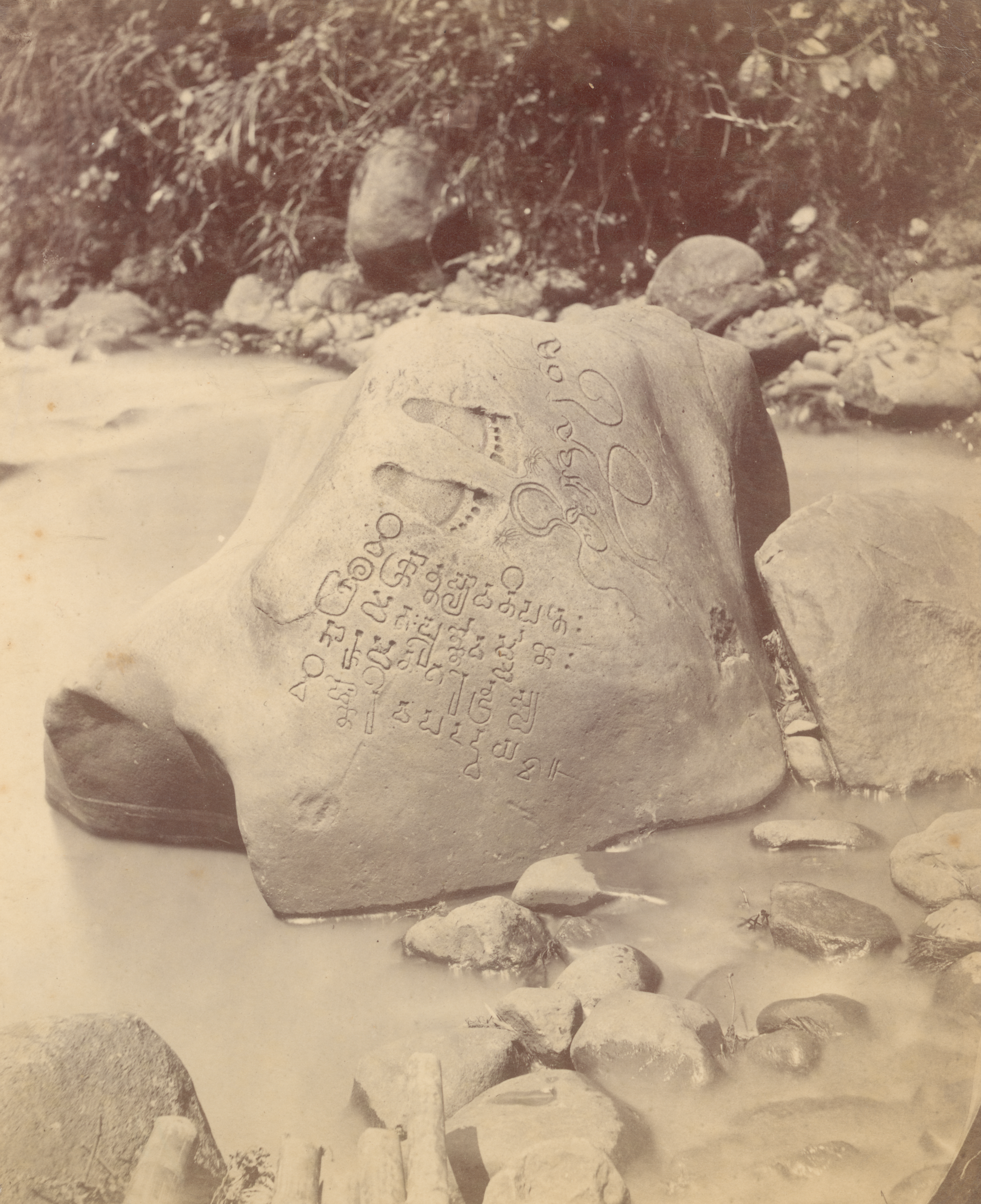
Foto de la Inscripción Ciaruteun en su ubicación original